# جزم (نحو)
الجَزْمُ هو وسيلة تعبيرية في اللغة العربية لتنسيق الكلام ولتمييز بعض المعاني عن غيرها. وهو أحد حالات الإعراب إلى جانب الرفع والنصب والجر. ويختص الجزم بالفعل المضارع فقط، فالأسماء والحروف والفعل الماضي والفعل الأمر جميعها لا تُجْزَم. علامة الجزم الأصلية هي السكون، وينوب عنها حذف حرف العِلَّة إذا كان الفعل المضارع معتل الآخر وحذف النون إذا كان من الأفعال الخمسة.

## التسمية
الكثير من الروايات تنسب مصطلح الجزم إلى أبو الأسود الدؤلي الذي يشتبه به كمؤسس علم النحو، وتنسب إليه أيضاً مصطلحات الرفع والنصب والجر، ويرفض بعض النحاة والباحثون هذا الرأي ويصفونه بأنه مخالف للعقل والمنطق ويلقون اتهاماً بتحريف كتب أبي الأسود الدؤلي، ويرجعون اتهامهم هذا إلى أن في عهد أبي الأسود النحو كان لا يزال في بداياته ولا يمكن له أن يصل إلى تلك المرحلة، ويشيرون كذلك إلى مؤلفات جاءت بعده ولم تصل إلى مستواه.

## علامات الجزم

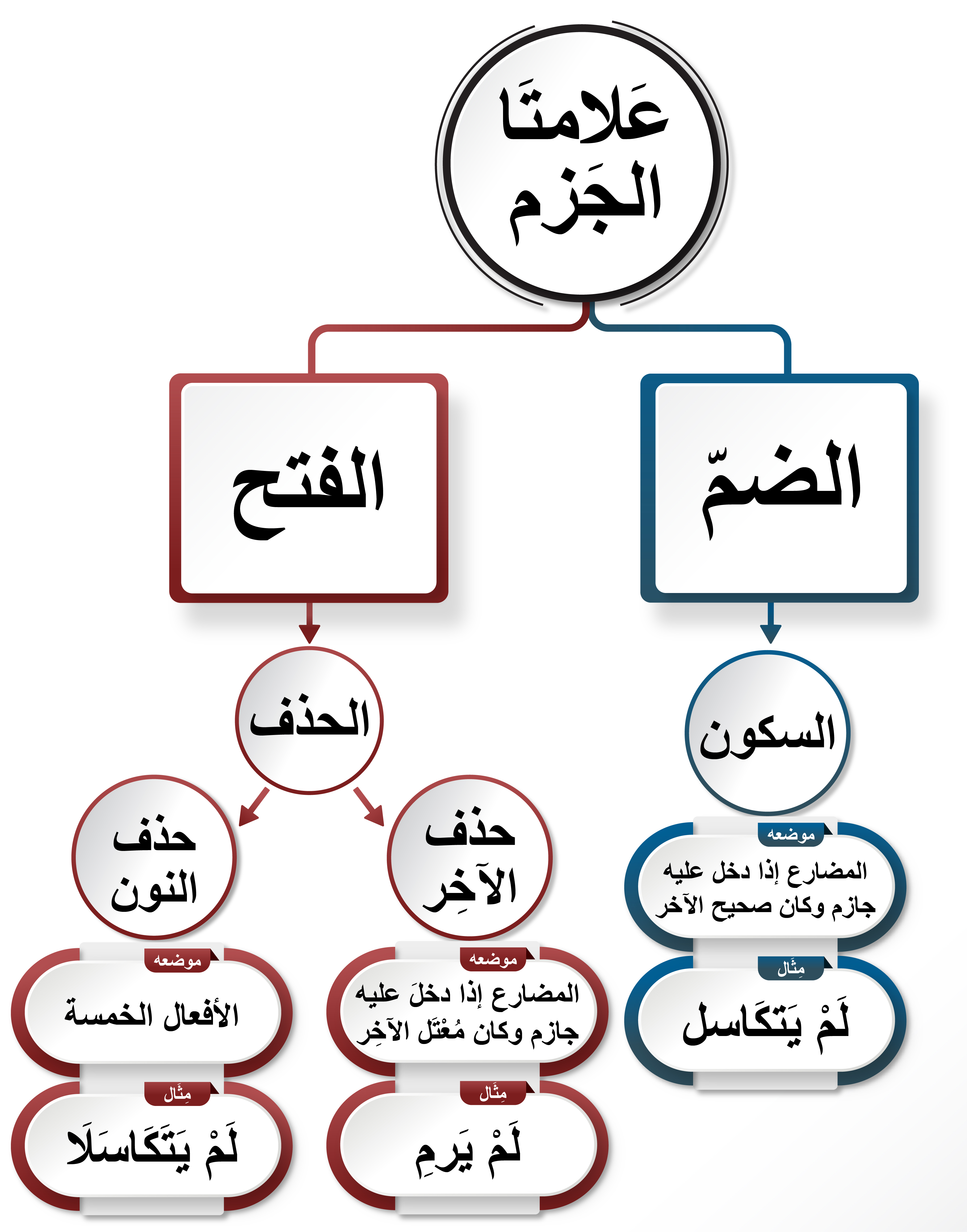
الجزم

### السكون
السكون هو قطع الحركة، وهو علامة الجزم الأصلية وباقي العلامات تعتبر فرعية، ويكون السكون علامة للجزم في حالة الفعل المضارع الذي لم يتصل به نون النسوة ونون التوكيد وكذلك يُشترط ألا يكون معتل الآخر أو من الأفعال الخمسة ويشترط كذلك ألا يُسبق بأي نواصب. ويقال في الإعراب مجزوم وعلامة جزمه السكون. وينوب عن السكون حذف حرف العلة وأيضاً حذف حرف النون.

### حذف حرف العلة
يجزم الفعل المضارع المعتل الآخر بحذف حرف العلة، ويترك هذا أثراً في الفعل يكون متمثلاً في حركة الفتحة إذا كان معتل الآخر بالألف وحركة الضمة إذا كان معتل الآخر بالواو وحركة الكسرة إذا كان معتل الآخر بالياء (مثل لا تسعَ، لا تدعُ، لا تدرِ).

### حذف النون
تجزم الأفعال الخمسة، وهي الأفعال المضارعة التي اتصل بها ضمير تثنية أو واو جماعة أو ياء التأنيث المخاطبة، إذا سُبقت بأحد جوازم المضارع بحذف النون، وهي كذلك تنصب بالعلامة نفسها. مثل لم تفعلوا والأصل تفعلون.
يبنى على الفتح إذا اتصلت به نون التوكيد، مثل لَيُخْرِجَنَّ الْأَعَزُّ مِنْهَا الْأَذَلَّ.

## مواضع الجزم
مواضع الجزم إحدى عشر مواضعاً:
| - جزم بالنهي. - جزم بجواب الأمر والنهي. - جزم بالمجازاة بغير فاء. - جزم بخبر المجازاة. - جزم ب«لم» وأخواتها. - جزم بالوقف. | - جزم على البنية. - جزم برد حركة الإعراب. - جزم بالدعاء على ما قبلها. - الجزم ب«لن» وأخواتها. - جزم بالحذف. |

تجدر الإشارة إلى أن فعل الأمر يبنى على الجزم، فيبنى على السكون إذا لم يتصل به شيء وإذا كان معتل الآخر بُني على حذف حرف العلة وهو كذلك يبنى على حذف النون إذا كان مضارعه من الأفعال الخمسة.

## جزم المضارع
يجزم الفعل المضارع إذا سبقه جازم أو كان جواباً للطلب. ويجزم على السكون إذا كان صحيح الآخر، ويجزم على حذف النون إذا كان من الأفعال الخمسة، ويجزم على حذف حرف العلة إذا كان معتل الآخر. ويكون جزم الفعل المضارع إما محلي إذا كان مبنياً (إذا تصل به نون النسوة أو نون التوكيد)، أو لفظي إذا كان معرباً. وجوازم الفعل المضارع نوعين، الأول يجزم فعلاً واحداً، والآخر يجزم فعلين، ومنها ما هو اسم ومنها ما هو حرف.

### الادوات التي تجزم فعلاً واحداً
الأدوات التي تجزم فعلاً واحداً هي أربع (لم) و (لما) و (لام) الطلب و (لا) الطلب. لم ولما كل منهما حرف نفي وجزم وقلب أي ينفيان المضارع ويجزمانه ويقلبان زمانه من الحال أو الإستقبال إلى الماضي (مثل لم تتكلموا، و لمّا يبدأ درس القواعد) والفرق بينهما أن «لما» يتوقع حصول منفيها وكذلك يجوز حذف مجزومها بينما لا يحذف مجزوم «لم» إلا بالضرورة و«لما» يتصل بها النفي وجوباً بالحال أي بزمن التكلم أما «لم» فقد يتصل بها النفي وقد لا يفعل. ويمكن أن تدخل «لما» على الفعل الماضي فلا تكون جازمة وإنما بمعنى «حين».
لام الطلب وتستخدم لطلب إحداث أمر ما مثل لتطلبوا العلم. فإن كانت صادرةً ممن هو أعلى إلى من هو أقل درجة سميت «لام الأمر» وإن كانت صادرة ممن هو أقل إلى من هو أعلى درجة سميت «لام الدعاء» وإن كانت من وإلى طرفين متساويين سميت «لام الالتماس». والاستعمال العام لها أن يؤمر بها الغائب. . وقليلاً ما يأمر بها المتكلم نفسه ويكون ذلك مجازاً، وقد استطاع بعض النحاة ان يجمعوا بعض الشواهد لذلك ومنها ما نسبوه إلى محمد بن عبد الله، وهذه اللام تكون مكسورة غلا إذا سُبقت بالحروف الواو والفاء وثم. ويقل دخول لام الأمر على المتكلم المفرد المعلوم، فإن كان مع المتكلم غيره، فدخولهما عليه أهون وأيسر، وذلك لأن الأمر دائماً ما يكون بين طرفين مختلفين. ويمكن للام الطلب أن تحذف ويبقى عملها.
لا الطلب وهي عكس لام الطلب ويطلب بها ترك فعل الشيء. فإن كانت ممن هو أعلى درجة إلى من هو أدنى منها سميت «لا الناهية» وإن كانت ممن هو أدنى لمن هو اعلى منه سميت «لا الدعائية» وإن كانت من وإلى طرفين متساويين سميت «لا التي للالتماس». وهي تجزم الفعل المضارع بشرط ألا يكون بينهما فاصل إلا للضرورة الشعرية، ويشترط ألا تسبق بإن الشرطية وغيرها من أدوات الشرط وعندها تصبح أداة نفي لا غيرها.

### الأدوات التي تجزم فعلين
الأدوات التي تجزم فعلين إحدى عشر أداة وهي: إنْ، أَيْنَ، أَيُّ، مَنْ، مَا، مَهْمَا، مَتَى، أَيَّانَ، حَيْثُمَا، كَيْفَمَا، إذْ مَا، أنّى. وهذه الأدوات تجزم فعلين يسمى الأول فعل الشرط والثاني جوابه أو جزائه. وهذه الأدوات الشرط منها ماهو حرف باتفاق وهو «إن»، ومنها ما هو مختلف فيه مثل «إذ ما» ويرجح فيه أن يكون حرفاً، وآخر يرجح فيه أن يكون اسماً وهو «مهما»، وما تبقى فهو اسم باجتماع النحاة. وجميعها مبنية ما عدا «أي» فإنها معربة.
والجدول التالي يوضح الأدوات التي تجزم فعلين:
| الأداة | نوعها                              | استخدامها                               | بناؤها          | ملاحظات |
| ------ | ---------------------------------- | --------------------------------------- | --------------- | --- |
| إن     | حرف                                |                                         | مبني على السكون | تسمى إن أم جوازم الفعلين لأن غيرها مما يجزم فعلين إنما تجزم لتضمنها معناها |
| إذ ما  | في محل خلاف، مع ترجيح أن تكون حرفاً | بمعنى إن                                | مبني            | عمل إذ ما في الجزم قليل، والأكثر أن تهمل ويرفع الفعلان بعدها وبعض الآراء ترجح انها لا تجزم إلا للضرورة الشعرية. وأصلها "ذا" الظرفية لحقتها "ما" الزائدة للتوكيد. وتختلف عن غيرها من أدوات الشرط أنه ليس لها معنى آخر غير ربط الجواب بالشرط بعض النحاة كالمبرد وابن السراج الفارسي يجعلونها اسماً بسبب احتوائها على الظرفية. |
| من     | اسم                                | اسم مبهم للعاقل                         | مبني على السكون | |
| ما     | اسم                                | اسم مبهم للعاقل                         | مبني على السكون | |
| مهما   | في محل خلاف، مع ترجيح كونها اسماً   | اسم مبهم لغير العاقل                    | مبني            | من المحتمل أن تكون مركبة من "مه" وهو فعل امر بمعنى الزجر والنهي ومنركبة من "ما" المتضمنة معنى الشرط. وهناك راي آخر أنها مركبة من "ما" الشرطية و"ما" الزائدة للتوكيد. |
| متى    | اسم                                | تستخدم للدلالة على الزمان               | مبني            | كثيراً ما تلحقها ما الزائدة للتوكيد (متى ما) |
| أيان   | اسم                                | تستخدم للدلالة على الزمان مثل متى       | مبني على الفتح  | دائماً ما تلحقها "ما الزائدة" للتوكيد (أيان ما) وهي مركبة من "أي" المتضمنة معنى الشرط و"آن" بمعنى حين |
| أين    | اسم                                | للدلالة على المكان                      | مبني على الفتح  | كثيراً ما تلحقها ما الزائدة للتوكيد (أينما) |
| أنى    | اسم                                | بمعنى كيف                               | مبني على السكون | لا تلحقها ما الزائدة |
| حيثما  | اسم                                | للدلالة على المكان                      | مبني على السكون | لا تجزم إلا إذا اقترنت بما |
| كيفما  | اسم                                | اسم مبهم                                | مبني على السكون | عند الكوفيين تقتضي شرطاً وجواباً مجزومين سواء اقترنت بما أم لم تفعل، أما عند البصريين فهي تقتضي شرطاً وجواباً ولا تجزم غير مجزومين. يجب أن يتفق الجواب بالشرط في اللفظ والمعنى فلا يمكن القول كيفما تكتب أفرح |
| أي     | اسم                                | اسم مبهم يتضح معناه عند إضافته لما بعده | معرب            | تختلف أي عن باقي أدوات الشرط في أنها معربة لإضافتها إلى المفرد وهي في هذا خالفت الحرف الذي يقضي ببناء الأسماء، ودائماً ما تكون مضافة غلى المفرد فإن حذف ظهر التنوين عوضاً عنه |
| إذا    | اسم                                | للدلالة على الزمان                      | مبني على السكون | وقد تلحقها ما الزائدة، وهذه الأداة لا تجزم إلا للضرورة الشعرية وقد يجزم بها في النثر على قلة. والإختلاف بين أذا وإن أن الثانية تدخل على ما يشك في حصوله إما إذا فهي تدخل على ما هو محقق حصوله ولعدم تضمن إذا معنى إن هذا ما يجعل الجزم بإذا شاذاً                                                                           |